# 邦菲姆杜皮奥伊
邦菲姆杜皮奥伊（葡萄牙語：Bonfim do Piauí）是巴西皮奥伊州的一个市镇。总面积293.593平方公里，总人口5189人，人口密度17.7人/平方公里。